# Finder
Finder（ファインダー）は、macOS用のファイルマネージャであり、デスクトップを提供するグラフィカル (GUI) シェルとしても設計されている。

## 概要
FinderはMacintoshデスクトップメタファの中心である。基本的な機能はファイル管理だが、機能拡張の制御やインタフェースの元型の提示など、様々なレベルでシステムと統合されている。Macintoshの文字通りの「顔」役であり、象徴である。macOSの使いやすさの多くは、Finderに由来するといえる。
WindowsではMac OSのFinderとほぼ同等の動作を行うWindows Explorerがある。ただしWindows Explorerと異なり、ウェブブラウザとの統合化などは図られていない。
現在の主流のウィンドウGUIシステムの先駆けとなりコンピュータの歴史に大きな影響を与えた。

## 特長

### デスクトップメタファ
Finderは、記憶装置の中にあるディレクトリやファイルを、現実の机の上にあるようなフォルダや書類などの絵（アイコン）で表現するデスクトップメタファが全面的に採用している。これにより、利用者は画面上のオブジェクトの機能を身のまわりのものから類推することができ、直感的な操作をすることが可能となった。

### 操作性
Finderの操作は、メニュー選択やダブルクリック・ドラッグ＆ドロップを中心として直感的に行うことができ、ファイル名の入力以外でキーボードを使う必要がないほどである。具体的には、以下の操作が基本となる。
- シングルクリック：項目の選択、何もない場所をクリックすることで選択の解除
- ダブルクリック：項目を開く（アプリケーションなら起動、フォルダなら内容を表示、書類なら対応するアプリケーションで開く）
- ドラッグ：矩形に囲まれた領域内の項目を選択
- ドラッグ＆ドロップ：項目の移動（必要に応じてコピーとなる）

一方で、キーボードショートカットなどの様々な操作方法が用意されており、ユーザの習熟度に応じて好きな方法を使うことができる。例えば、項目を開く操作一つをとっても、
- 項目をダブルクリック
- 項目を選択した後、メニューから「開く」を選択
- 項目を選択した後、ショートカット「Command + O」
- 項目を選択した後、ショートカット「Command + ↓」

などがある。また、Mac OS 8で採用されたコンテクストメニューや、音声認識を使う方法も存在する。
Finderの使いやすさを支える要素として、人間工学に基づく、非常に細かなチューニングも挙げられる。例えば、ダブルクリック時の1クリック目と2クリック目を行う間にマウスがほんの少し動いてしまうことはよくあるが、Finderでは、その移動が3ピクセル以内ならばダブルクリックとして認識される。他に、ファイル名部分をクリックした後にポインタをすぐによけると名前の編集が可能になるなど、普段ユーザが意識しないレベルで、絶妙なチューニングが多数なされており、このような気配りこそがMacintoshを親しみやすくしていた要因の一つであるといえる。一方、macOSのFinderでは、当初そのような配慮の欠けた部分が見られる場面もあり、「macOSのFinderはMacらしくない」と言われる一因となった。

### アイコン
デスクトップメタファにおいて重要な要素であるアイコンも、Finderとともに進化してきた。
- 最初期のアイコンは、白黒2値の32x32ピクセルという貧弱なものであったにも関わらず、シンプルで親しみやすく、直感的に理解しやすいデザインが達成されていた。これを手がけたのが、デザイナーのスーザン・ケアである。ちなみに、彼女はChicagoやGenevaといったMacintoshフォントのデザインや、Windows 3.0のアイコンを手がけたことでも知られる。
- System 7時代には、OSのカラー化に伴い、256色のカラーが使用可能になった。
- Mac OS 8.5では、24ビットフルカラー＋8ビットアルファチャンネルがサポートされ、透明度を持った表現力豊かなアイコンが使用可能になった。
- macOSでは、2000年にリリースされたMac OS X Public Betaで128x128ピクセルサイズに拡大、Aquaインタフェースの採用に伴い、デザインそのものも写実的なものに変更された。しかし一方で、内蔵ハードディスクのアイコンが普段ユーザが目にすることのないベアドライブそのもののデザインになるなど、アイコンとしての分かりやすさには疑問の声もある。
- その後、2007年のMac OS X v10.5 Leopardから512x512ピクセルサイズが採用された。これにより、格段に表現力が向上するとともに、設定により16x16から512x512ピクセルの間で、自由にサイズを変更することが可能となった。その後、2011年のOS X v10.7 LionよりRetina Displayサポートを視野にいれた1024x1024サイズのアイコンを段階的にサポート。2012年のOS X v10.8 Mountain LionよりApple純正アプリケーションのアイコンの大半が1024x1024サイズに変更となる。

アイコンには、「情報を見る」ウィンドウで設定することにより、ユーザの好きなピクチャを設定することもできる（カスタムアイコン）。これを利用し、一枚の大きなピクチャを多数のアイコンとして表現することでFinderウィンドウ内にピクチャを表示する手法が、Classic Mac OSの時代にパッケージソフトなどで見られた。ちなみにmacOSではウィンドウの背景に任意のピクチャを設定することが標準で可能である。
アイコンそのもののデータは、Classic Mac OSではリソースフォーク内の'icl8', 'ICON', 'icns'リソースなどに格納されている。これらには複数のサイズのアイコンを格納することができ、表示する際の大きさに応じて最適なものが選択されるようになっている。macOSでは、通常".icns"の拡張子を持つファイルに格納されており、開発環境のXcode Toolsに含まれるIcon Composerアプリケーションなどで編集することができる。

### クリエータとファイルタイプ
macOSより前のClassic Mac OSファイルシステム上及びFinderでは、クリエータコードとファイルタイプという2種のコードによって、書類とアプリケーションが関係づけられていた。クリエータとファイルタイプはFinder情報に格納されている。
クリエータアプリケーションを識別するコード。かつてAppleに登録する制度があり、アプリケーションごとに固有であることが保証された。（例：SimpleText→'ttxt'、ResEdit→'RSED'など）
ファイルタイプファイルの種別を表すコード。作成したアプリケーションに依らない。（例：アプリケーション→'APPL'、テキスト書類→'TEXT'など）
この仕組みにより、書類を開いた際に、通常その書類を作成したアプリケーションが起動される。また、各アプリケーションは自分の開くことのできるファイルタイプのリストを有しており、アプリケーションのアイコンに書類をドラッグした際、開くことのできるファイルタイプであればアプリケーションが起動するようになっている。書類を作成したアプリケーションがない場合でも、そのファイルタイプを扱える他のアプリケーションを使えばよいというのは大きなメリットである。
2種類のコードを使用する利点は、Windowsオペレーティングシステムなどで使用される拡張子と比較すると分かりやすい。通常、アプリケーションごとにファイルタイプを表す拡張子が定義されるため、別種のアプリケーションでは同じファイル形式でも拡張子が異なる場合があり、その書類を開けられるかは開いてみないと分からない。一方、よく使われるファイル形式には共通の拡張子（".jpg", ".mp3"など）が使われる場合があるが、開くアプリケーションは拡張子ごとに1種類しか指定することができない。また、拡張子はファイル名の一部であるためユーザが削除・変更してしまう危険性も高いが（もちろん、拡張子を表示させないという設定が用意されている場合もある）、クリエータ／ファイルタイプはResEditなどのツールを使わなければ閲覧・変更ができないため、より安全である。
macOSでは他のオペレーティングシステムとの整合のために拡張子を扱うようになった。
余談だが、クリエータコードはそのアプリケーションの開発コードなどにちなむことも多い。（例：HyperCard→'WILD'（HyperCardの開発コードネーム"WildCard"から））

### リソースとパッケージとバンドル
Mac OSには、リソースフォークと呼ばれる、特有のファイル構造が初期から使われており、アプリケーションで使われるアイコンやメニューなどのGUI要素の定義や実行コード、文字列などのリソースを格納することができる。この仕組みにより、アプリケーション本体を再度コンパイルすることなく、表示される文字列の翻訳（ローカライズ）などの改変が可能となる。一方、ユーザから見たメリットは、多様なデータを含むアプリケーションが一つのファイルとして扱えることにある。これにより、アプリケーションの起動に必要なファイルが足りない、といった事態が起きることなく、アプリケーションのアイコンをハードディスクの好きな位置にドラッグ＆ドロップでコピーするだけで、手軽にインストールすることができる。したがってMacintoshアプリケーションでは、システムへ機能拡張やフレームワークなどのインストールを必要とする場合を除いて、インストーラが用意されない場合が多い。
そして、この延長線上にあるのが、Mac OS 9において実装されたパッケージ機能である。これは、入れ子になったフォルダを単一の書類に見せかけるもので、例えば、アプリケーションとその関連書類（ヘルプファイルやテンプレート、ライブラリなど）を含むフォルダを一つのアプリケーションに見せることができ、やはり手軽に扱うことが可能になる。また、一つのアプリケーションパッケージの中に、Mac OS 9に最適化したアプリケーション（Classicアプリケーション）とmacOS向けに最適化されたCarbonアプリケーションの両方を同梱し、実行時の環境によって最適な方が起動されるようなテクニックも使われた（AppleWorksなど）。
macOSにおいては、"パッケージ"とやや実装は異なるものの、本質的には同様のバンドルという仕組みが積極的に導入されている。バンドル構造は元々NeXTSTEPで採用されていたもので、従来リソースフォークに格納されていたGUI要素や画像、文字列などは、それぞれ単一のファイルとして、アプリケーションバンドル内に格納されるようになった。これには、リソースフォークがMac OS特有のファイル構造であるため他のオペレーティングシステムとのデータ交換に支障があったことや、アプリケーションの使用する画像やサウンドなどのデータが肥大化したことなどが理由として考えられる。CocoaアプリケーションやCarbonアプリケーションの多く（.appバンドル）、インストーラパッケージ（.pkgファイル）などはバンドルの例である。他に、画像を含むリッチテキスト（.rtfdファイル）やXcodeプロジェクト書類（.xcodeprojファイル）なども実体はバンドルとなっている（バンドルの中身はFinderのコンテクストメニューから「パッケージの内容を表示」することで見ることができる）。バンドルにより、macOSでも依然多くのアプリケーションがドラッグ＆ドロップするだけで手軽にインストール可能となっている点は特筆すべきであろう。
また、バンドル機構により、アプリケーションの各種リソースを言語ごとに分割して格納することが可能となった。macOSでは、文字列・画像・GUI要素の定義（Nibファイル）などは各言語のフォルダ（.lprojフォルダ、たとえば英語ならEnglish.lprojなど）に収められ、システムの言語環境設定に応じて必要な言語リソースがロード・表示されるようになっている。アプリケーションをローカライズするには、他の言語の.lprojフォルダをコピー・翻訳すれば良い。多言語OSとしてのmacOSを支える機構の一つである。

### 開発者にとってのFinder
Classic Mac OSにおけるFinderは、Macintosh向けアプリケーションのユーザインタフェースを規定している、Appleのヒューマンインタフェースガイドラインの実動するサンプルとしても見られることが多かった。すなわち、開発者にとってFinderはMacintoshユーザインタフェースの規準であった。実際、FTPソフトのNetFinderやTransmit、メールソフトのARENA Internet Mailerなどのように、Finderインタフェースに強く影響を受けたソフトも少なくない。このように、多くのソフトウェアにFinderのデザインや挙動が手本にされたことで、様々なソフト間での一貫した操作性が生まれ、これがMacintoshの使いやすさにつながったといえる。また、「Finderライクの使い勝手」という言葉は、かつてMacintoshアプリケーションの使いやすさに関する最大級の誉め言葉であった。

## 歴史

### Classic Mac OSにおけるFinder
オリジナルのFinderは、ブルース・ホーン とスティーブ・キャップス により開発された。
Finderは、事実上システムのコアと不可分な存在で、少なくともユーザにとってファイルシステム/ファイルブラウザという区分は意識されなかった。逆に言えば、それほどFinderはコンピュータの内部構造を直感的に表現していたのである。
Macintosh内部のあらゆるリソースはFinderのレベルで仮想化されていた。良く知られているのは、機能拡張を行なうためにはそのためのファイル (パズルのピースの形をした書類) を「機能拡張フォルダ」にコピーするだけでよいという構造である。これは同時代のコンピュータが全て手作業で設定を記述していた事と比べて遥かに先進的な構造といえる。
また初期のMacintoshはMFSというファイルシステムを持っていたが、これはフォルダをサポートしない単一階層のシステムだった。それにも関わらずユーザがフォルダを利用できたのは、フォルダ構造をFinderがエミュレートしていた為である。後に真のフォルダをサポートしたHFSが実装されたが、ユーザにとって両者の使い勝手は全く同一のものであった。

#### System 7
カラー化
カラーQuickDrawを組み込むことで実現した。
エイリアス
シンボリックリンクと違い、フォルダー（ディレクトリー）を移動した場合でも機能する。
バルーンヘルプ
吹き出しの形で、簡単なヘルプが表示される機能。
ドラッグ＆ドロップ
ファイルをアプリケーションのアイコンにドラッグ＆ドロップすることで、そのアプリケーションで開くことが出来るようになり、またオブジェクトのドラッグ＆ドロップにも対応した。
発行と引用
コピー元の情報を保持したまま、コピー＆ペーストが行えるようになり、元の内容を変更するとコピー先にも反映される機能。

#### Mac OS 8
本来 "Mac OS 8" と呼ばれるはずだった "Copland" のFinderに予定されていた機能が多く流用され、大幅な進化を遂げたバージョン。全面的にマルチスレッド化がなされ、ファイルのコピーを複数行いながらゴミ箱を空にする、といった並行作業が可能になった。また、システム全体でのプラチナアピアランス採用に伴い、アイコンデザインが立体的なものに変更されたり、リスト表示で罫線が描画されるようになるなど、全面的なデザイン変更が行われた。Finder自体のアイコンも、従来の一体型Macintoshアイコンに、Mac OSのロゴである顔マークが付いたものに変更された。macOSにおいてFinderのアイコンがClassic Mac OSの顔マークなのはその名残である。
その他の主な新機能を以下に挙げる。
フォルダナビゲーション
アイコンをフォルダ上にドラッグしたまま一定時間待つと自動的にそのフォルダが開く機能。この操作を繰り返すことにより、深い階層のフォルダにも、あらかじめウィンドウを開いておくことなく、容易にファイルのコピーや移動ができるようになった。また、フォルダ上でクリック＆プレス（ダブルクリックの2回目のクリックを押したままにする、1回半クリックとも呼ばれる）することにより、マウスポインタが虫眼鏡に変化し、ファイルをドラッグすることなく同機能を使用することもできる。なお、英語版では"Spring-loaded Folder（ばね仕込みフォルダ）"という名称であり、Mac OS X v10.2で同機能が復活した際には、"スプリングフォルダ"という訳に変更された。
ポップアップウィンドウ
Finderウィンドウを画面下部に移動させると、"ポップアップウィンドウ"というタブ付きのウィンドウに変化する。ポップアップウィンドウは、普段はタブ部分だけが画面下部に並んだ状態だが、ファイルをドラッグした際やタブをクリックした際に、引き出しのようにせり上がり、必要のない時にはまた画面下部に収まるようになっている。この機能により、頻繁に利用するフォルダへのアクセスが格段に容易になった。
Finderの設定
従来"一般設定", "表示", "ラベル"などのコントロールパネルに分散していた設定が統合され、アイコンのグリッド幅・ラベル名・表示などに関する設定をFinderから行えるようになった。
シンプルFinder
初期のバージョンと比較すると多機能になったFinderの機能を制限する、初心者向けの設定が用意された。この機能をオンにすると、メニュー項目が簡素化され、ポップアップウィンドウやショートカットなど、いくつかの機能が使用不可能になる。
ボタン表示
アイコン表示と似ているが、シングルクリックで項目を開くことのできる"ボタン"表示が加わった。これとポップアップウィンドウを組み合わせてアプリケーションランチャーのように使うことができる。
コンテクストメニュー
controlキーを押しながら項目をクリックすることで、いわゆる"右クリック"と同様の、状況に応じたメニューが表示されるようになった。
相対日時
リスト表示などにおいて、「昨日」「今日」といった、より分かりやすい表現が使われるようになった。

#### Mac OS 8.5
フォルダアクション
フォルダを開いたときや書類をドロップしたときなどに、フォルダに設定されたAppleScriptを実行する機能。
32ビットアイコン
フルカラーに加えて、透明度付きのマスクを持った表現力豊かなアイコンが作成可能になった。
ナビゲーションサービス
Finderの機能ではないが、従来の開く／保存ダイアログが改良され、Finder風のリスト表示が可能となった。
オートルーティングフォルダ
"システムフォルダ"にドロップされた項目の種類に応じて、"機能拡張"や"コントロールパネル"など、適切なフォルダに自動的に振り分けてくれる機能が追加された。
プロキシアイコン
Finderウィンドウのタイトル左横に"プロキシアイコン"と呼ばれる小さなアイコンが付けられ、ウィンドウの表すフォルダそのものとして扱うことができるようになった。たとえば、プロキシアイコンをプレス(マウスボタンを1回押したまま)し続けると、そのアイコンをドラッグでき、ドロップするとそのフォルダがそこへ移動する。コマンドキーを押しながらクリック(タイトルが表示されている範囲でよい)すると、そのフォルダがどのフォルダに属しているかを最上位階層まで一覧できるメニューが開き、これで選択したフォルダを開くことができる。Finder以外の対応アプリケーションでも利用することが可能で、主にファイルの内容を表示するウィンドウに表示される。これもプレスしてからドラッグ・ドロップで表示中のファイルをそこへ移動でき、コマンドキーを押しながらクリックすることで、同様にそのファイルが保存されているフォルダを遡って、選択したフォルダを開くこともできる。
その他
リスト表示時のカラムの幅の変更や並べ替えが可能になった。

#### Mac OS 9
暗号化書類の暗号化機能がFinderに統合された。暗号化された書類には小さなカギのアイコンが付き、開く際にパスワードの入力が求められる。
パッケージ実際にはフォルダだが、一つの書類のように見せかけることのできる"パッケージ"機能が導入された。

### macOSのFinder
macOSでは、いったんFinderの歴史はリセットされ、Carbonによる完全な新規設計に置き換わった。OSの設計思想の違いを反映し、様々な部分に「旧Finderとは違う」ところが散見される。特にMac OS X v10.0 に搭載されたものは"Finder"という名前を冠しただけの別物といった具合であったが（実際Mac OS X Public Betaでのプロセス名は"Desktop"であり、"Finder"という名称はウィンドウタイトルにかろうじて残っていただけであった）、その後Mac OS X v10.1からMac OS X v10.2にかけて旧Finderの多くの機能（スプリングフォルダ、ラベル機能など）が復活するなど、旧Finderの長所を取り入れて細かい部分の使い勝手に多くの改良が施された。
その後インタフェース面では、Mac OS X v10.3ではiTunesからサイドバーなどの機能を取り入れ、Mac OS X v10.4ではSpotlightの検索機能を統合するなど、徐々に旧Finderとは異なる方向に変化している。2007年発売のMac OS X v10.5ではiTunesやiPhoto風のインタフェースを大幅に取り入れ、Quick Lookなどのプレビュー機能を大幅に強化、メディア再生機能を導入し、従来のファイルブラウザから、メディアブラウザへの脱皮を遂げていった。
旧Finderとの最大の違いは、システムファイルと並ぶOSの根幹からユーザインタフェースの要となる1アプリケーションへと立場を移したことである。ユーザがログインすると同時に立ち上がり、ログイン中は常に起動しているが、Finderのみを再起動することも容易にできるばかりか、Finderを起動しないようにしてより高機能なサードパーティーのソフトウェアを使用するヘビーユーザさえもいる。現在でもデスクトップを統括する重要なコンポーネントではあるものの、以前のようにシステム全体と密着しているわけではなく、あくまでもファイルブラウザ/メディアブラウザの役割に徹している。これはNeXTに由来する、リソースの抽象性・仮想性の高さとも関係しており、SpotlightやQuick LookといったFinderに統合された機能の多くは、他のアプリケーションからも利用できる。
また、旧Finderが体現していたデスクトップメタファの特徴であった、"1フォルダ-1ウィンドウ"の原則を止めたことも特筆すべきであろう。旧Finderでは、あるフォルダに対応するウィンドウは1つしか開くことができなかった。その代わり、フォルダを開いた際、ウィンドウは必ず最後に閉じた時の位置と表示形式で表示されることが保証されていた。これにより、ユーザはあるフォルダが画面上のどのあたりに存在していたかを直感的に記憶しておくことができた。一方macOSのFinderではこの利点は損なわれたものの、"カラム表示"という階層化された表示形式がNEXTSTEPから導入され、1つのウィンドウ内で手軽にフォルダ階層を辿ることが可能となった。

#### Mac OS X v10.1 (Puma)
ホイールマウスへの対応
カラム表示幅調整

#### Mac OS X v10.2 Jaguar
スプリングフォルダ／スプリングウィンドウMac OS 8における"フォルダナビゲーション"機能が"スプリングフォルダ"と名前を変えて復活した。また、既に開いているウィンドウに項目をドラッグした際に、ウィンドウが自動的に前面に出たり、移動して隠れた部分が表示される、"スプリングウィンドウ"機能も追加された。ただし、1回半クリック（前述）によるスプリングフォルダ機能は利用できない。
ローカライズドフォルダMac OS Xで導入されたバンドル（前述）の仕組みを生かし、アプリケーション名やホームフォルダの中のフォルダ名が、利用中の言語で表示されるようになった。ちなみに、Terminalで見たフォルダ名はシステム本来の英語になる。
シンプルFinder"アカウント"環境設定から、特定のユーザに対して、操作を制限した"シンプルFinder"を使わせることが可能になった。
「情報を見る」ウィンドウ「情報を見る」ウィンドウが大きく改良され、すべての項目が折りたたみ可能なペインで表示されるようになった。また、選択中の項目の情報のみしか見られない"インスペクタ"方式から、クラシックFinderと同じ方式に変更された。

#### Mac OS X v10.3 Panther
インタフェースの更新従来のアクアに加え、iTunesやiPhotoと同様のメタル調ウィンドウが採用された。また、項目の選択時にはアイコン部分に枠線が表示されるようになり、アイコン自体が黒くなっていた従来のデザインよりも視認性が向上している。
サイドバー新たに採用されたサイドバーには、ディスク・サーバ・フォルダなどをドラッグ＆ドロップで登録することができる。また、取り出し可能なディスクやサーバは、名前の右横に表示されるイジェクトボタンにより簡単に取り出しが可能となっている。このサイドバーインタフェースは、システム標準の開く／保存ダイアログにも統合されており、Finder上で登録した項目に容易にアクセスすることができる。
アクションボタンツールバーには、歯車のアイコンを持つ「アクションボタン」が設置され、2ボタンマウスやcontrolキーを使うことなくコンテクストメニューを利用することができるようになった。
圧縮・解凍機能の統合「アーカイブを作成」メニューから簡単にファイルやフォルダをZIP圧縮・解凍することが可能になった。なお、実際に圧縮・解凍を行っているのは、"BOMArchiveHelper"というアプリケーションである。
ラベル機能の復活Mac OS Xからは廃止されていた、ファイルを色分けする「ラベル」機能が復活した。アイコンそのものがカラーリングされていた旧方式とは異なり、項目名部分に色が付くようになった。
検索機能の強化iTunesと同様のインクリメントサーチ機能が実装され、一文字タイプするごとに検索結果が絞り込まれるようになった。また、検索速度も飛躍的に向上した。
セキュリティ機能の強化ゴミ箱を空にする際に複数回の上書きを行い、各種ユーティリティによって復活することを妨げる「確実にゴミ箱を空にする」機能が実装された。

#### Mac OS X v10.4 Tiger
Spotlightの統合メタデータ検索テクノロジSpotlightにより、柔軟かつ高速なファイル検索を行うことが可能になった。また、設定した条件に合致する項目を動的にフォルダ内容として表示するスマートフォルダ機能が実装された。「情報を見る」ウィンドウには、検索に利用されるメタデータを記述することのできる、「Spotlight コメント」欄も加わった。
ディスク作成フォルダCDやDVDに焼く内容を保存できる「ディスク作成フォルダ」が作れるようになり、Finderから直接書き込みが行えるようになった。
画像のスライドショーFinder上で選択した画像を直接スライドショーすることが可能になった。

#### Mac OS X v10.5 Leopard
サイドバーの強化iTunes 7のソースリストを、Finderに導入。全ての項目が同一に並んでいたサイドバーを、「デバイス」「共有」といったカテゴリで整理。
ファイル共有機能の強化サイドバーに、共有されたアイテムを一覧表示。ネットワークに繋がったコンピュータにアクセスできる。
Spotlightのネットワーク統合ネットワークの先にあるファイルも、Spotlightで検索できるようになった。
どこでもMy Mac外出先から、自宅のMacのファイルにアクセスする機能。自宅のMacから.MacにIPアドレスを送信し、外出先からはそのIPアドレスを参照する事で、いつでも自宅のMacに接続できる。
Quick LookFinderから直接中身を表示する機能。JPEGなどの画像ファイル、AAC、MP3などの音声ファイル、QuickTimeムービーやPDF、Word、Excelなどメジャーなファイル形式をサポートするばかりか、プラグインの追加でその他の形式にも対応できる。画面サイズにあわせて拡大表示したり、全画面表示をすることができる。PDFのページをめくって先のページを参照する事もできる。
Cover FlowiTunes 7のCover Flowを、Finderに導入したもの。大量のファイルをめくって検索・プレビューできる。プレビュー可能なファイルは、Quick Lookで表示できるものと同じである。
内容を表示できるアイコンファイルの種類だけでなく、画像やPDF、Excel、その他様々なファイルのアイコンの中に、中身のサムネイルを表示できる。
Leopardに搭載されるFinderの詳細は、http://www.apple.com/jp/macosx/features/finder.html で見ることができる。

#### Mac OS X v10.6 Snow Leopard
Cocoa化LeopardまではCarbonで書かれていた。
64ビット化Leoaprdまでは32ビットアプリケーションであった。

#### Mac OS X Lion
Mission Control

#### OS X Mountain Lion
ダウンロードとファイルコピーの進捗ゲージファイルの複製やWebブラウザからのダウンロードのときの進捗をプログレスバーで表示される。なお、ダウンロード完了前の段階で、ファイルの日付はMacintoshがリリースされた「Jan. 24, 1984 3:00 AM」が表示される。
暗号化コンテクストメニューからドライブの暗号化が可能に。
共有ボタンメッセージ、AirDrop、メールを使ったファイル共有がボタンから可能。
サイドバーのカスタマイズサイドバーのカテゴリーをカスタマイズ可能に。
クイックルック機能強化トラックパッドの3本指タップでクイックルック表示に対応。

#### OS X Mavericks
タブ
フルスクリーン

#### OS X Yosemite
iCloud Drive